# Clavatula virgineus
Clavatula virgineus é uma espécie de gastrópode do gênero Clavatula, pertencente a família Clavatulidae.